# Richard Gosling
Richard Gosling (ur. 3 maja 1974) – angielski strongman.
Mistrz Zjednoczonego Królestwa Strongman w latach 1999 i 2000. Mistrz Wielkiej Brytanii Strongman w latach 2003 i 2004.

## Życiorys
Richard Gosling jest młodszym i bardziej utytułowanym bratem innego siłacza, Michaela Goslinga.
W sierpniu 2001 r., gdy pracował w ochronie nocnego klubu w Cannock, został ciężko ranny w szyję. Stracił dużo krwi w wyniku przecięcia szyi stłuczoną butelką. Jego napastnik został skazany na karę dożywotniego więzienia za zranienie z ciężkim uszkodzeniem ciała.
Wziął udział w Mistrzostwach Świata
Strongman 2003, jednak nie zakwalifikował się do finału.
Obecnie Richard Gosling pracuje jako czyściciel okien oraz pracownik ochrony w sieci supermarketów.
Mieszka w Cannock.
Wymiary:
- wzrost 195 cm
- waga 140 kg

## Osiągnięcia strongman
- 1998
  - 2. miejsce - Mistrzostwa Zjednoczonego Królestwa Strongman
- 1999
  - 1. miejsce - Mistrzostwa Zjednoczonego Królestwa Strongman
- 2000
  - 1. miejsce - Mistrzostwa Zjednoczonego Królestwa Strongman
- 2001
  - 2. miejsce - Mistrzostwa Zjednoczonego Królestwa Strongman
- 2003
  - 3. miejsce – Mistrzostwa Anglii Strongman
  - 1. miejsce - Mistrzostwa Wielkiej Brytanii Strongman
- 2004
  - 1. miejsce - Mistrzostwa Wielkiej Brytanii Strongman
- 2005
  - 11. miejsce - Super Seria 2005: Varberg